# 荀彧
荀彧（163年—212年），字文若，潁川郡潁陰縣（今河南省许昌市魏都区）人，朗陵侯相荀淑之孙。東漢末年的政治家、戰略家，亦是曹操謀臣，官至侍中兼光祿大夫，被比喻为如同西汉的張良。曾表示反对曹操称魏公，不久后去世，諡曰敬侯，追贈為太尉。因其曾任尚書令數十年，被稱為「荀令君」。

## 生平

### 王佐之風
荀彧有容貌，少時被南陽名士何顒讚為「王佐才也」，始为潁川太守陰脩之主簿。昭宁元年（公元189年），九月，司空董卓废汉少帝劉辯，立汉献帝刘协，改元为永漢。当时用士人替补宦官的职位，荀彧被舉為孝廉，得拜守宫令。后其遷亢父令，棄官不就。
董卓以潁川人尚书韩馥为冀州刺史，初平元年（190年），韩馥到官，起兵与袁绍等人討伐董卓，并遣人迎接家乡人。荀彧認為潁川為四戰之地，也勸鄉人离开以避禍亂，但眾人留戀故土，不願搬走。荀彧便獨自將宗族遷往冀州。後來潁川果然被李傕所掠 。荀彧到冀州時，渤海太守袁紹已襲取韓馥之位。虽然袁紹奉荀彧為上賓，但荀彧認為袁紹不能成大事，于二年（191年），投奔東郡太守曹操。曹操大喜過望，盛讚其為：「吾之子房也。」遂任為奮武司馬，時年廿九。
興平元年（194年），夏，兖州牧曹操征陶謙，荀彧与程昱守鄄城。陳宮與陈留太守張邈背叛曹操，迎接呂布为兖州牧。張邈遣劉翊向荀彧说，吕布是为援助曹操而来，并替吕布军求粮。荀彧不听，勒兵固守，并急召東郡太守夏侯惇。当时只有鄄城、范縣、東阿仍舊为曹操堅守。豫州刺史郭貢率數萬兵來到鄄城下，求见荀彧。夏侯惇勸阻，但荀彧認為，郭貢與呂布張邈等人交情不深，趁其計謀未定时說服他，至少可使他中立，但若先猜疑他，必激怒他定計。荀彧便親身赴見，郭貢看到荀彧無懼意，也認為城池不容易攻取，便引兵離去。荀彧又让程昱去范縣、東阿游说，以安其心。曹操從徐州返回，在濮陽擊敗了呂布，呂布東逃。
二年（195年），夏，曹操击破吕布部将薛兰、李封。当时徐州牧陶謙已死，曹操打算趁機奪取徐州，再回軍消滅呂布。荀彧勸阻說道：「现在的河、濟，就是高祖的關中、光武的河內。薛蘭、李封已被擊敗，應該收割熟麥，儲存糧秣，一举殲滅呂布。如果攻打陶谦，呂布會乘虛而入。鉴于往年之败，徐州人相為表裏，又必堅壁淸野。而且因为去年的徐州之战多有杀戮，今徐州人死戰都不會投降，就算能破也不能得到其人。」曹操从其计，大敗呂布，复得兗州。

### 機鑒先識
建安元年（196年），曹操打算迎接漢獻帝，将领们有疑虑。荀彧劝以：“奉主上以從民望，大順也；秉至公以服雄傑，大略也；扶弘義以致英俊，大德也。”九月，曹操移漢獻帝到許昌。荀彧任侍中，守尚書令。曹操虽在外，仍然询问荀彧軍國大事，并多次称赞其能。荀彧先后舉薦了荀攸、鍾繇、陳群、司馬懿、郗慮、华歆、王朗、荀悦、杜襲、辛毗、赵俨、戲志才、郭嘉、杜畿、嚴象、韋康、孫資、仲长统等大批人才，并协调有宦官背景的曹操与大族名士之间的关系。
二年（197年），正月，曹操败于張繡。大将军袁绍写书给曹操，言语悖慢，曹操问讨伐袁绍之计，荀彧指出可战胜袁绍的四点：任人以度勝、断事以謀勝、明法以武勝、謹儉以德勝。三年（198年），七月，荀彧建议應先討伐呂布，又推荐让鍾繇统筹西边事务，曹操从计，十二月，杀吕布。
四年（199年），十二月，曹操任命鍾繇为司隸校尉，鎮守關中，自己率军与袁绍对峙。少府孔融擔心袁紹勢強，荀彧指出其谋士許攸贪婪，若犯法被治，必会生变。其将顏良、文醜更可一戰而擒之。事情发展如荀彧所料，或说此事为穿凿附会。
五年（200年），曹操因缺糧而想撤退，荀彧劝説：“雖糧少，但未及楚、漢在滎陽、成皋的時候。當時劉邦和項羽不肯先退，先退的人必被動。主公僅對方十分之一的兵力，就地堅守，扼對方咽喉不能進已經半年了。見敵勢的銳氣力竭，必將有變化之數，不能失去機會。”曹操看後下定決心，果然敵軍有變數，最終擊敗袁紹。六年（201年），三月，曹操缺粮，打算舍弃袁绍，先攻击劉表。荀彧劝阻。八月，荀彧与侍中郗慮、鍾繇侍講汉献帝。
八年（203年），七月，曹操表封荀彧為萬歲亭侯，食邑1千戶。荀彧辞以无野战之功，经曹操劝说后接受。
九年（204年），八月，曹操平冀州，为冀州牧，为荀彧大起房屋于鄴。有人建议曹操復置九州，使冀州最大。荀彧反对，建议先定河北，修复洛阳，南讨荆州，待天下大定后再議古制。曹操听从。十二年（207年），曹操表增荀彧食邑千戶，前後共計2千戶。曹操又欲表荀彧为三公，荀彧使荀攸推辭。曹操準備討伐劉表，問計于荀彧，荀彧說：“可顯出宛、葉而間行輕進”。曹操依计取荆州。

### 死因之谜
建安十七年（212年），董昭等人認為曹操應當進爵「魏公」，並秘密地徵求荀彧的意見，然而荀彧反對，曹操聽聞之後心頭不忿。十月，曹操南征孫權，向皇帝上表讓荀彧到譙慰勞軍隊而將他留下，由此皇帝任命荀彧擔任侍中、光祿大夫，持節，參丞相軍事。
曹操的軍隊前往濡須，荀彧因病留在壽春（今安徽壽縣）。西晋陈寿《三国志》记载荀彧憂鬱而死。刘宋范晔《后汉书》、刘宋裴松之注《三国志》引孙盛《魏氏春秋》，均说曹操贈送食器給荀彧，荀彧打開見器中空無一物，服毒自盡。北宋司马光认为曹操隐瞒此事，所以陈寿并不确定荀彧的死因。裴松之注《三国志》引袁暐《献帝春秋》记载，荀彧看过皇后伏寿给父亲伏完的信，信中说汉献帝不满曹操。荀彧当时隐而不报，后又因惧怕事发而向曹操告密，但曹操之前已得知荀彧密而不報。荀彧犒軍时又想单独解释自己反对曹操封公之事，曹操不许。荀彧死后，投奔孙权的人表示：曹操让荀彧杀伏寿，荀彧不从，故自杀。裴松之认为此事荒诞不经。
荀彧死前，烧毁自己所有的上书，終年50歲。漢獻帝得知後，非常悲痛，在祭祖神之日停止讌樂，諡荀彧为敬侯。荀彧亦被名士們追悼，曹操之子曹植为其作诔，潘勖為其作碑，钟繇比其为颜回。荀彧子荀惲继萬歲亭侯。荀彧死后，曹操進封魏公，其政策亦从征外转为安内。
咸熙二年（265年），魏元帝曹奂禪位之年，荀彧被追贈為太尉。

## 身份立場
後人判断荀彧的立場，有汉臣、魏臣两种观点。有人在荀彧為魏臣的基础上，认可曹操的正义性，或否定其助纣为虐。也有人在荀彧为漢臣的基础上，肯定其杀身成仁，或否定其延续腐朽的政权。又或荀彧实为身處漢魏矛盾之間。
史书中对荀彧的评价或许经过两个转折，据官方态度所变化。曹魏时期，诸书如鱼豢《魏略》、《典略》、王沈《魏书》，因为荀彧被“隱诛”，或皆未将荀彧列为魏臣。西晋时期，因为司马氏与荀氏的亲密关系，时讳淡化，陈寿《三国志》得以将荀彧列位魏文臣之首。由于荀彧反对曹操而死，这种列位又能为魏晋禅代提供依据。这种说法延续到东晋时，如袁宏《后汉纪》、孙盛《魏氏春秋》等书。刘宋时期，晋宋禅代的依据部分来自刘裕延晋之论。由此荀彧延汉之论，又成范晔《后汉书》、裴松之《三国志》注中的观点，荀彧也被称为汉臣。
民国卢弼等认为《三国志》中“进彧为汉侍中”本应作“进彧为侍中”，陈寿特加“汉”是“特笔”，在暗示荀彧并非纯粹的魏臣。或说此处只是纰误。

## 逸聞

### 持心平正
荀彧有一个无甚德才的同族亲戚，请求荀彧任他为议郎。荀彧笑着回应：“官职是用来彰显才能的。如果我这么做，众人要怎么说我呢？”

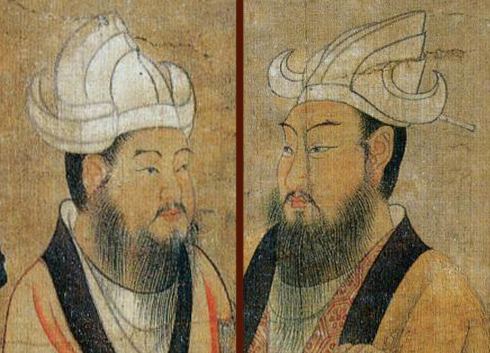
《历代帝王图卷》中所绘陈朝皇帝戴的白帢均有岐（两侧伸展翘起的部分）

### 触树成岐
曹操为提倡节俭，仿照古皮弁冠发明了一种帛制便帽——帢。据说起初帢是没有岐（分叉）的。有一次，荀彧走在路上，头戴的帢碰到树枝形成岐。时人仰慕荀彧，认为这样更美观，因此后来的帢上便有了岐。

### 荀陈世交
或说荀彧的祖父荀淑和陈群的祖父陈寔交好，当时荀彧和陈群年纪尚小，也被家人抱着参加会面。有鉴于荀淑在荀彧出生时已死，由此推測此事可能是附会。而古人将两家会面与天上“德星聚”的现象联系起来，德星乡、德星亭等因此而得名。朱熹据《续晋阳秋》为建阳考亭陈氏离榭命名“聚星亭”。
另外據《裴子語林》記載，孔嵩與荀彧未冠時共遊太學，後來荀彧出任荊州刺史而孔嵩因為卻家貧只能受僱作新野縣阿里的街卒。而後荀彧一日外出見到孔嵩時走下車抓住他的手說：「想當年跟你搖扇共遊太學，但如今你居然只是小卒，真是令人感到痛惜啊！」於是荀彧令新野縣阿里的街卒代替孔嵩，孔嵩拒絕。後孔嵩獲得三府多次邀請，孔嵩都不去就任。但根據《後漢書》所言，此事應當是范式而非荀彧所為，荀彧未曾當過荊州刺史。應當是《裴子語林》記載錯誤。

## 相关典故

### 坚壁清野
荀彧将徐州的守城方式总结为“坚壁清野”，即增强防御，转移城外物资和设施，使敌军既无法攻克城池，又得不到补给。后“坚壁清野”成为这类防守策略的代名词。《晋书·石勒载记》：“勒所过路次，皆坚壁清野，采掠无所获，军中大饥，士众相食。”秦观《鲜于子骏行状》：“远斥堠，谨烽火，坚壁清野，使寇无所获。”

## 家族

### 祖父
- 荀淑，字季和，朗陵令，漢順、桓帝之時十分出名[98]

### 父
- 荀緄，字仲慈，濟南相，与荀爽等兄弟七人合稱「八龍」

### 兄弟
- 荀衍，字休若，荀彧兄弟，以监军校尉守邺，都督河北诸军事，建安十年（205年），十一月，曹操征袁尚，袁绍外甥高幹反[99]，秘密遣兵袭邺，被荀衍察觉，尽诛之，得封列侯[100]。
- 荀諶，字友若，荀彧弟[101]或四兄[102]，初平二年（191年），与高幹、郭圖說服韓馥出讓冀州予袁紹[103]，袁紹以其為謀主[104]。

### 妻
- 唐氏，東漢中常侍唐衡之女。本欲嫁給傅公明，但傅公明不允，荀緄慕勢而聯姻[105]。裴松之认为荀緄实为被强迫[106]。
- 有一妾，荀顗母，於荀顗六十歲時去世，享年九十歲[107]

### 子女
- 荀惲，字長倩[108]，虎賁中郎將。因與曹植有交情，并與夏侯尚不善，被曹丕憎恨，早卒[109]。妻子為曹操之女安陽公主[110]。
- 荀俁，字叔倩，東郡太守[111]、御史中丞[112]。与弟荀粲以儒术论议，荀粲喜欢谈论道，常说为子贡称孔子德言性与天道不可得闻，言语是不是可以完全表达人的意思。所以六经虽然流传下来了，也是圣人的糠秕。认为不能完全表达的，当时称为「言不尽意论」。荀俣不同意：「《周易》说『圣人立象以尽意，系辞焉以尽言』，为什么语言不能表达圣人的意思！」
- 荀詵，字曼倩，大將軍從事中郎[113]。与司空陈群、刘邵等删约旧科，傍采汉律，作《新律》、《律略》，早卒[114]。
- 荀氏，荀顗姊，嫁司空陈群[115]
- 荀顗，字景倩，第六子，博學而意思慎密，任散騎侍郎，再任尚書。後仕於晉，位至太尉，封臨淮康公。
- 荀粲，字奉倩，魏晉玄學代表人物。娶曹洪之女。妻子病亡后，痛悼不能已，歲餘亦亡，時年二十九。

### 侄
- 荀攸，字公達，魏尚书令，雖為荀彧堂侄，但年齡比其年長。
- 荀紹，荀衍子，太僕[116]
- 荀閎，字仲茂，荀諶子，魏太子文学掾、黄门侍郎，与锺繇、王朗、袁涣议甲乙疑论。曹丕称“荀閎勁悍，往來鋭師”[117]。

### 孫
- 荀甝，荀惲子，散騎常侍，後進爵廣陽鄉侯，死時三十歲[118]
- 荀氏，荀廙姊，李翼後妻[119]
- 荀廙，荀惲子，中領軍，諡为貞侯，追賜驃騎將軍。與司馬昭、司馬師有交情，娶其妹[120][121]。
- 荀寓，字景伯，荀俁之子，少與裴楷、王戎、杜默皆有名於京城，晉尚書[122]，太常。晋惠帝元康四年（294年），太庙阙屋瓦因风倾落，被免官[123][124]。

### 从孫
- 荀融，字伯雅，荀紹之子。與王弼、鐘會齊名，洛陽令，後參大將軍軍事，易學家[125]。

### 曾孫
- 荀頵，字溫伯，荀甝之子，羽林右監，早卒[126]
- 荀憺，荀愷兄，少府[127]
- 荀愷，字茂伯，荀廙次子，晉武帝時為侍中，位至征西大將軍[128]。咸熙中，開建五等爵，改封南頓子[129]。
- 荀悝，字茂中，荀愷弟，護軍將軍，追贈車騎大將軍
- 荀羽，荀寓之子，尚書

### 後世孫
- 荀崧，字景猷，荀頵之子，荀灌之父，官至光祿大夫[130]
- 荀羨，字令則，荀崧之子。官至東晉北中郎將，徐、兗二州刺史，假節。時人稱之為荀中郎。同時也娶公主，成為駙馬。
- 荀伯子，荀羨之孫。劉宋時御史中丞，也是《荀氏家傳》的作者。

## 評價

### 时人
- 何顒：「王佐才也。」「潁川荀彧，王佐之器[參 3]。」
- 曹操：「吾之子房也。」「二荀令之論人，久而益信，吾沒世不忘[參 4]。」“忠正密谋，抚宁内外，文若是也，公达其次也[參 5]。”“荀令君之進善，不進不休[參 6][參 7]。”「与君共事已来，立朝廷，君之相为匡弼，君之相为举人，君之相为建计，君之相为密谋，亦以多矣。」
  - 曹操《請爵荀彧表》[參 8]：「臣聞慮為功首，謀為賞本，野績不越廟堂，戰多不踰國勳。是故典阜之錫，不後營丘，蕭何之土，先於平陽。珍策重計，古今所尚。侍中守尚書令彧，積德累行，少長無悔，遭世紛擾，懷忠念治。臣自始舉義兵，周游征伐，與彧戮力同心，左右王略，發言授策，無施不效。彧之功業，臣由以濟，用披浮雲，顯光日月。陛下幸許，彧左右機近，忠恪祗順，如履薄冰，研精極銳，以撫庶事。天下之定，彧之功也。宜享高爵，以彰元勳[參 4]。」“守尚書令荀彧，自在臣營，參同計畫，周旋征伐，每皆克捷。奇策密謀，悉皆共決。及彧在台，常私書往來，大小同策。《詩》美腹心，《傳》貴廟勝，勳業之定，彧之功也。而臣前後獨荷異寵，心所不安。彧與臣事通功並，宜進封賞，以勸後進者[參 9]。”（荀彧辞让后曹操曰：「与君共事已来，立朝廷，君之相为匡弼，君之相为举人，君之相为建计，君之相为密谋，亦以多矣。夫功未必皆野战也，原君勿让[參 4]。」）
  - 曹操《請增封荀彧表》：「昔袁绍侵入郊甸，战於官渡。时兵少粮尽，图欲还许，书与彧议，彧不听臣。建宜住之便，恢进讨之规，更起臣心，易其愚虑，遂摧大逆，覆取其众。此彧睹胜败之机，略不世出也。及绍破败，臣粮亦尽，以为河北未易图也，欲南讨刘表。彧复止臣，陈其得失，臣用反旆，遂吞凶族，克平四州。向使臣退於官渡，绍必鼓行而前，有倾覆之形，无克捷之势。后若南征，委弃兗、豫，利既难要，将失本据。彧之二策，以亡为存，以祸致福，谋殊功异，臣所不及也。是以先帝贵指纵之功，薄搏获之赏；古人尚帷幄之规，下攻拔之捷。前所赏录，未副彧巍巍之勋，乞重平议，畴其户邑。」（荀彧辞让后曹操曰：「君之策谋，非但所表二事。前后谦冲，欲慕鲁连先生乎？此圣人达节者所不贵也。昔介子推有言『窃人之财，犹谓之盗』。况君密谋安众，光显於孤者以百数乎！以二事相还而复辞之，何取谦亮之多邪！」）[參 4]
- 司馬懿：「吾自耳目所從聞見，逮百數十年間，賢才未有及荀令君者也。」[參 4]
- 鍾繇：「顏子既沒，能備九德，不貳其過，唯荀彧然。」「夫明君師臣，其次友之。以太祖之聰明，每有大事，常先諮之荀君，是則古師友之義也。吾等受命而行，猶或不盡，相去顧不遠邪！」[參 4]
- 陈群：“荀文若、公达、休若、友若、仲豫，当今并无对。”[參 10]
- 禰衡：「文若可借面弔喪[參 11]。」“荀彧犹强可与语[參 14]。”
- 曹植：“如冰之清，如玉之洁；法而不威，和而不亵，百寮士庶，唏嘘沾缨，机女投杼，农夫辍耕，轮给辄而不转，马悲鸣而倚衡。”[參 15]
- 潘勖：“夫其為德也，則主忠履信，孝友溫惠，高亮以固其中，柔嘉以宣其外，廉慎以為己任，仁恕以察人物，踐行則無轍跡，出言則無辭費，納規無敬辱之心，機情有密靜之性。若乃奉身蹈道，勤禮賁德，後之事間，匪云予克。然後教以黃中之睿，守以貞固之直。注焉若洪河之源，不可竭也；確焉若華岳之停，不可拔也。故能言之斯立，行之期成。身匪隆污，直哉惟情。紊綱用亂，廢禮復經。於是百揆時序，王猷允塞，告厥成功，用俟萬歲。”[參 16]
- 鱼豢：“彧折节下士，坐不累席。其在台阁，不以私欲挠意。”

### 后世
- 王导：「昔魏武，达政之主也；荀文若，功臣之最也。」
- 王羲之：「荀、葛各一国佐命宗臣，观其辙迹，实奇士也。然荀获讥于忧卒，意长恨恨，谓其弘济之心，宜被大道；诸葛经国达治无间然，处事而无玷累，获全名於数代。至於建鼎足之势，未能忘已，所谓命世大才，以天下为心者，容得尔乎？」
- 陈寿：「荀彧清秀通雅，有王佐之風，然機鑒先識，未能充其志也。」
- 裴松之：「世之論者，多譏彧協規魏氏，以傾漢祚；君臣易位，實彧之由。雖晚節立異，無救運移；功既違義，識亦疚焉。陳氏此評，蓋亦同乎世識。臣松之以為斯言之作，誠未得其遠大者也。彧豈不知魏武之志氣，非衰漢之貞臣哉？良以于時王道既微，橫流已極，雄豪虎視，人懷異心，不有撥亂之資，仗順之略，則漢室之亡忽諸，黔首之類殄矣。夫欲翼讚時英，一匡屯運，非斯人之與而誰與哉？是故經綸急病，若救身首，用能動于嶮中，至于大亨，蒼生蒙舟航之接，劉宗延二紀之祚，豈非荀生之本圖，仁恕之遠致乎？及至霸業既隆，翦漢跡著，然後亡身殉節，以申素情，全大正於當年，布誠心於百代，可謂任重道遠，志行義立。謂之未充，其殆誣歟！」
- 范晔：「自遷帝西京，山東騰沸，天下之命倒縣矣。荀君乃越河、冀，閒關以從曹氏。察其定舉措，立言策，崇明王略，以急國艱，豈云因亂假義，以就違正之謀乎？誠仁為己任，期紓民於倉卒也。及阻董昭之議，以致非命，豈數也夫！世言荀君者，通塞或過矣。常以為中賢以下，道無求備，智筭有所研疏，原始未必要末。斯理之不可全詰者也。夫以衛賜之賢，一說而斃兩國。彼非薄於仁而欲之，蓋有全必有喪也，斯又功之不兼者也。方時運之屯邅，非雄才無以濟其溺，功高埶彊，則皇器自移矣。此又時之不可並也。蓋取其歸正而已，亦殺身以成仁之義也。」贊曰：「公業稱豪，駿聲升騰。權詭時偪，揮金僚朋。北海天逸，音情頓挫。越俗易驚，孤音少和。直轡安歸，高謀誰佐？彧之有弼，誠感國疾。功申運改，跡疑心一。」
- 袁宏：“魏之平亂，資漢之義，功之克濟，荀生之謀，謀適則勳隆，勳隆則移漢。劉氏之失天下，荀生為之也。若始圖一匡，終與勢乖，情見事屈，容身無所，則荀生之識為不智矣。若取濟生民，振其塗炭，百姓安而君位危，中原定而社稷亡，於魏雖親，於漢已疏，則荀生之功為不義也。夫假人之器，乘人之權，既而以為已有，不以仁義之心，終亦君子所恥也。一汙猶有慚色，而況為之謀主，功奮於當年，跡聞於千載，異夫終身流涕，不敢謀燕之徒隸者，自已為之功而己死之，殺身猶有餘愧，焉足以成名也。惜哉！雖名蓋天下而道不合順，終以憂卒，不殞不與義。故曰：‘非智之難，處智之難；非死之難，處死之難。’嗚呼，後之君子，默語行藏之際，可不慎哉[參 17]！”「文若懷獨見之照，而有救世之心，論時則人方塗炭，計能則莫出魏武，故委圖霸朝，豫謀世事。舉才不以標鑒，故人亡而後顯；籌畫不以要功，故事至而後定。雖亡身明順，識亦高矣[參 19]。」又詩贊：「英英文若，靈鑒洞照。應變知微，頤奇賞要。日月在躬，隱之彌曜。文明暎心，鑽之愈妙。滄海橫流，玉石俱碎。達人兼善，廢己存愛。謀解時紛，功濟宇內。始救生靈，終明風概[參 19]。」
- 傅玄：「荀令君之仁，荀軍師之智，斯可謂近世大賢君子矣。荀令君仁以立德，明以舉賢，行無諂贖，謀能應機。孟軻稱‘五百年而有王者興，其間必有命世者’，其荀令君乎！」[參 6]
- 劉穆之：「我雖不及荀令君之舉善，然不舉不善。」[參 20]
- 朱敬则：「神人无功，达人无迹。张子房元机孤映，清识独流。践若发机，应同急箭；优游澹泊，神交太虚，非诸人所及也。至若陈平、荀彧、贾诩、荀攸、程昱、郭嘉、田丰、沮授、崔浩、张宾等，可谓天下之菁英。帷幄之至妙，中权合变，因败为功，爰自秦汉，讫於周隋。」
- 苏图元：「张宾崔浩，曾施神国之谋。荀彧田丰，亦运制胜之策。」
- 王通：“生以救时，死以明道，荀氏有二仁焉。”[參 21]
- 杜牧：“荀文若為操畫策取兗州，比之高、光不棄關中、河內；官渡不令還許，比楚、漢成臯。凡為籌計比擬，無不以帝王許之，海內付之。事就功畢，欲邀名於漢代，委身之道，可以為忠乎？……教盜穴牆發櫃，多得金玉，已復不與同挈，得不為盜乎？何況非盜也。文若之死，宜然耶。”[參 22]
- 严从：“又文若清淑沈懿，有顏氏之德；靈鑒洞照，有子房之能；推功給下，有終始之勤；篤誼守節，有風雲之概：歎王室之多故，懷黍離以永吟，遂委忠曹公，冀圖匡復。而天命潛革，人心則殊，姑迴備物之謨，卒抗非常之錫，雖欲匡上以德，翻乃殺身成仁。夫仁義豈有恆？在乎不捨道而已。是故比干湛身於殷後，微子抗跡於周邦：雖二美同歸，而三仁齊致。”[參 23]
- 宋祁：“荀彧之于曹操，本许以天下，及议者欲加九锡，彧未之许，非不之许，欲出诸己耳。操不悟，遽杀之。然则天夺其爽以诛彧，宁不信乎？”[參 24]
- 苏轼：“漢末大亂，豪傑並起。荀文若，聖人之徒也，以為非曹操莫與定海內，故起而佐之。所以與操謀者，皆王者之事也，文若豈教操反者哉？以仁義救天下，天下既平，神器自至，將不得已而受之，不至不取也，此文王之道，文若之心也。及操謀九錫，則文若死之，故吾嘗以文若為聖人之徒者，以其才似張子房而道似伯夷也。”[參 25]
- 蘇轍：「荀文若之於曹公，則高帝之子房也。董昭建九錫之議，文若不欲，曹公心不能平，以致其死，君子惜之。或以為文若先識之未究，或以為文若欲終致節于漢氏。二者皆非文若之心也。文若始従曹公于東郡，致其算略，以摧滅群雄，固以帝王之業許之矣，豈其晚節復疑而不予哉！方是時，中原略定，中外之望屬於曹公矣，雖不加九錫，天下不歸曹氏而將安往？文若之意，以為劫而取之，則我有力爭之嫌，人懷不忍之志，徐而俟之，我則無嫌而人亦無憾。要之必得而免爭奪之累，此文若之本心也。惜乎曹公志於速得，不忍數年之頃，以致文若之死。九錫雖至，而禪代之事，至子乃遂。此則曹公之陋，而非文若之過也。」[參 26]
- 司馬光：「孔子之言仁也重矣，自子路、冉求、公西赤門人之高第，令尹子文、陳文子諸侯之賢大夫，皆不足以當之，而獨稱管仲之仁，豈非以其輔佐齊桓，大濟生民乎！齊桓之行若狗彘，管仲不羞而相之，其志蓋以非桓公則生民不可得而濟也，漢末大亂，群生涂炭，自非高世之才不能濟也。然則荀彧舍魏武將誰事哉！齊桓之時，周室雖衰，未若建安之初也。建安之初，四海蕩覆，尺土一民，皆非漢有。荀彧佐魏武而興之，舉賢用能，訓卒厲兵，決機發策，征伐四克，遂能以弱為強，化亂為治，十分天下而有其八，其功豈在管仲之後乎！管仲不死子糾而荀彧死漢室，其仁復居管仲之先矣！而杜牧乃以為『彧之勸魏武取兗州則比之高、光，官渡不令還許則比之楚、漢，及事就功畢，乃欲邀名於漢代，譬之教盜穴墻發匱而不與同挈，得不為盜乎？』臣以為孔子稱『文勝質則史』，凡為史者記人之言，必有以文之。然則比魏武於高、光、楚、漢者，史氏之文也，豈皆彧口所言邪！用是貶彧，非其罪矣。且使魏武為帝，則彧為佐命元功，與蕭何同賞矣；彧不利此而利於殺身以邀名，豈人情乎？」[參 27]
- 唐庚：“董昭建议曹公宜进爵国公、九锡备物，以彰殊勋。荀彧称曹公兴师，本为朝廷君子，爱人以德，不宜如此。曹公由是不平，彧以忧卒。论者曰：彧叶规曹氏，以倾汉祚，晚节立异，无救运移。昔管仲相桓公，伐山戎、伐陈蔡、伐楚、伐晋，其意欲尊周尔，而桓公遂有封禅之志。文若依曹公，平青徐、平许洛、平河朔、平汉南，其志欲尊汉耳，而曹公遂有九锡之议。管仲知封禅之不可许也，故设词以拒之；文若知九锡之不可长也，故逊词以却之。管仲幸，故桓公从其说，以全勤王之功；文若不幸，故曹公不用其语，以成窃国之祸。究其终始，幸与不幸异耳，用心岂不同耶！论者何得非之！”[參 28]
- 洪迈：“荀彧、荀攸、郭嘉皆腹心谋臣，共济大事，无待赞说。其余智效一官，权分一郡， 无小无大，卓然皆称其职。”
- 陈亮：“彼荀彧智谋百出，而不足以知天下之大计，徒见荆州四达，英雄之所必争，而巴蜀险阻非图天下者之所急，及熙尚平，遂教之南征荆州，责贡之不入，而不知大略之士常留所必争者以饵敌，而从事乎不足急者，以蹙之也。”
- 陈普：“乱离拣得一枝栖，得路争知却是迷。 曹操若逢诸葛亮，暮年当作汉征西。”
- 程顥/程頤：“在道为不忠，在彧为不智。如以为事固有轻重之权，吾方以天下为心，未暇恤人议已也，则枉己者未有能直人者也。”程頤：“彧才高识不足。”“不是王佐才。”[參 29]
- 李纲：“若彧之智略，岂不知操之奸雄，必至于篡汉而取之，九锡之议，终不可止乎！其意以谓阻而少缓之，操未必怒，足以取为汉之名；而不知操之以是为慊。史谓彧忠于汉而杀身成仁者，论其迹而不论其心之过也。”[參 30]
- 郝经：“曹操险谲无行，阴图簒窃，有识之士方遁逃避匿之不暇，安肯身事之而蹈其难哉。……荀彧之委质，已失其身矣。既运筹决策，相与取汉，则魏室佐命元臣。及其忤意不容，以汉尚书令自杀，则亦操之欲题其墓道为征西将军曹侯也。……或者与彧为管仲之仁，管仲不死子纠，而荀彧死汉室，其仁复居管仲之先。……彧以智计佐操，挟天子令诸侯，征伐四克，其名为汉，其实皆篡窃之私也。视其掠杨彪、诛孔融，弱寡王室，曾无一辞，十分天下而有其八。既已为丞相，赞拜不名，入朝不趋，剑履上殿，不在于九锡之受否也。故彧以为不必受，有其实不必有其名，以是忤操，饮药而卒尔。以死事魏，非死汉室也。……荀彧佐操篡汉篡械，既具知不免，而始自裁，则亦召忽之谅也，又焉得为管仲之仁乎。若彧者，特莽之孝元后之节也。……若彧者，则亦小人之仁也。其比曹操以高光，袁曹为楚汉，则固彧之志也。不得其说，从而为之辞，以为史氏之文，则史之所载，援引比拟者，皆非其人之言而不可信矣。怙彧一时之私，并误历代信史，又不可之甚也。钟繇称彧为颜子，操称攸为颜子。夫颜子与禹稷未易地尔，岂以谲计教人簒窃者邪？故二荀之颜子，曹操之周文，曹丕之舜禹，皆以盗贼自名圣贤，欺天下之甚者也。”“文若英英，龙孙凤雏。洞鉴知防，跃渊择梧。略包河山，几先神（阙）。仗义匡时，匪人自凂。帝师王佐，与盗共窃。偾掷失声，碎此明月。”
- 朱元璋：“王保保以铁骑劲兵，虎踞中原，其志殆不在曹操下，使有谋臣如攸、彧，猛将如辽、郃，予两人能高枕无忧乎。”
- 羅貫中《三国演义》：“颍上荀文若，人称王佐才。声名齐五岳，功业震三台。孟德无终始，留侯不再来。忠心怀恨死，天下尽悲哀！”
- 袁宏道：“投身刀戟之林，濒死不悔，不尽其用不止者，张子房、荀文若、贾诩之流是也。”
- 王夫之：“荀彧拒董昭九錫之議，為曹操所恨，飲藥而卒，司馬溫公許之以忠，過矣。乃論者譏其為操謀篡，而以正論自詭，又豈持平之論哉？彧之智，算無遺策，而其知操也，尤習之已熟而深悉之；違其九錫之議，必為操所不容矣，姑托於正論以自解，冒虛名，蹈實禍，智者不為，愚者亦不為也，而彧何若是？夫九錫之議興，而劉氏之宗社已淪。當斯時也，茍非良心之牿亡已盡者，未有不惻然者也。彧亦天良之未泯，發之不禁耳，故雖知死亡之在眉睫，而不能自已。於此亦可以征人性之善，雖牿亡而不喪，如之何深求而重抑之！……彧之失，在委身於操而多為之謀耳。雖然，初起而即委身於操，與華歆、王朗之為漢臣而改面戴操者，抑有異矣。……且彧之為操謀也，莫著於滅袁紹。紹之為漢賊也，不下於操，為操謀紹，猶為紹而謀操也。漢之賊，滅其一而未嘗不快，則彧為操謀，功與罪正相埒矣。若其稱霸王之圖以歆操，則懷才亟見，恐非是而不為操所用也，則彧之為操謀也，亦未可深辠也。試平情以論之，則彧者，操之謀臣也，操之謀臣，至於篡逆而心怵焉其不寧，左掣右曳以亡其身，其天良之不昧者也。並此而以為詭焉，則誣矣。”[參 31]
- 何焯：“彧以争九锡建国自杀，岂可挤之附曹之列？南宋人持论太峻，病在不详考本末耳。”[參 32]
- 李光地：“考彧本末，诚不宜深贬。由其前事，则管子之于桓公，推其晚节，则龚胜之于王莽也。当曹丕登坛之顷，王朗、华歆之徒如有能引义深规仰药不臣者，君子犹将许之，况睹逆节于未萌者乎？然则管宁、荀彧虽黽勉于乱世，其行必不绝于《春秋》也。”[參 32]
- 顾千里：“汉末崇尚志节，文若又名家之子，故虽委身曹氏，卒亦畏忌清议，欲稍示异同，以免世讥。度其隐情，谓君臣之契素厚，不至中否。及以忧殒命，则操之猜忍实甚，非所及料也。裴氏以为翼赞时英，以延刘祚，亡身殉节，以申素情，非其理矣。汉魏之交，名士如华子鱼辈，希操意旨，无所不为。文若犹为顾惜廉耻，君子盖重伤之。然其进退失据，实有如时人所讥者。裴氏乃以不情之论掩其实而张其美，亦何益矣！”[參 32]
- 孙奇逢：“如荀彧、刘穆之之徒，始从操裕，岂遂欲弑逆哉？惟其渐渍顺长而势卒至此耳。虽然自弑，逆以下苟一事不道，而苟从之，皆为失大臣事。”
- 赵翼：“論者或謂末路雖以失操意而死，而當其初去袁紹就操時，值呂布攻兗州，彧為操堅守鄄城及范、東阿以待操，謂‘昔漢高先定關中，光武先取河內以為基，此三城即操之關中、河內也。’後又勸操迎天子，謂‘晉文納襄王而定霸，漢高發義帝喪而得諸侯。’是早以帝王創業之事勸操，何得謂之盡忠於漢？不知獻帝遭董卓大亂之後，四海鼎沸，強藩悍鎮，四分五裂。彧計諸臣中非操不能削群雄以匡漢室，則不得不歸心於操而為之盡力，為操即所以為漢也。其初勸操迎天子，謂操曰‘將軍雖禦難於外，乃心無不在王室，是將軍匡天下之素志也。誠因此時奉主上以從民望，大順也；秉至公以服雄傑，大略也；扶弘義以致英俊，大德也。’是可知彧欲藉操以匡漢之本懷矣。且是時，操亦未遽有覬覦神器之心也。及功績日高，權勢已極，董昭等欲加以上公九錫，則非復人臣之事。彧亦明知操之心已懷僭妄，而終不肯附和，姑以名義折之，卒之見忌於操，而飲藥以殉。其為劉之心，亦可共白於天下矣。”[參 33]
- 独孤微生：“荀文若、周公瑾、陈元龙、贾文和之流皆一时之魁奇俊杰也。”

### 现、当代
- 孫明君：「從理性出發，從現實出發，荀彧清醒地認識到漢不可為，於是他擁護曹操重造天下的大業，並建立了赫赫功績。同時，他與舊王朝之間在情感上又有藕斷絲連的聯繫，封建倫理綱常禮教的陰影亦籠罩在他的心頭，讓他難以掙脫。」
- 何兹全：「沮授、荀彧和诸葛亮一样，都是三国时期第一流的智慧人物。」

## 後世創作

### 诗词
據東晉習鑿齒《襄陽記》，荀彧於別人府上作客時，身上的熏香或香囊會令其坐處散發香氣，達三日之久，后世文人有依此作诗。《舊唐書》載「大曆十才子」之一的李端曾獻詩「薰香荀令偏憐小，傅粉何郎不解愁」。唐代王維《春日直門下省早朝》一詩中有「騎省直明光，雞鳴謁建章。遙聞侍中珮，闇識令君香」。李商隐《牡丹》诗中曾道「石家蜡烛何曾剪，荀令香炉可待熏？」。李頎詩作《寄綦毋三》中有「顧眄一過丞相府，風流三接令公香」。李百藥《安德山池宴集》詩則有「雲飛鳳臺管，風動令君香」。
由于荀彧仪容俊美，又有留香之名，后世诗词中除直接用荀令香的典故外，也常常将荀彧的形象简化，作为指代名士、美男子、情郎的意象。如李商隐《韩翃舍人即事》：“桥南荀令过，十里送衣香。”白居易《三月三日祓禊洛滨》：“妓接谢公宴，诗陪荀令题。”吕渭老《品令》：“宝香玉佩，暗解付与，多情荀令。”周密《祝英台近》：“香减春衫，老却旧荀令。”

### 電玩遊戲
- 真三國無雙系列/無雙OROCHI系列（光榮公司開發，大原崇配音）

### 小說

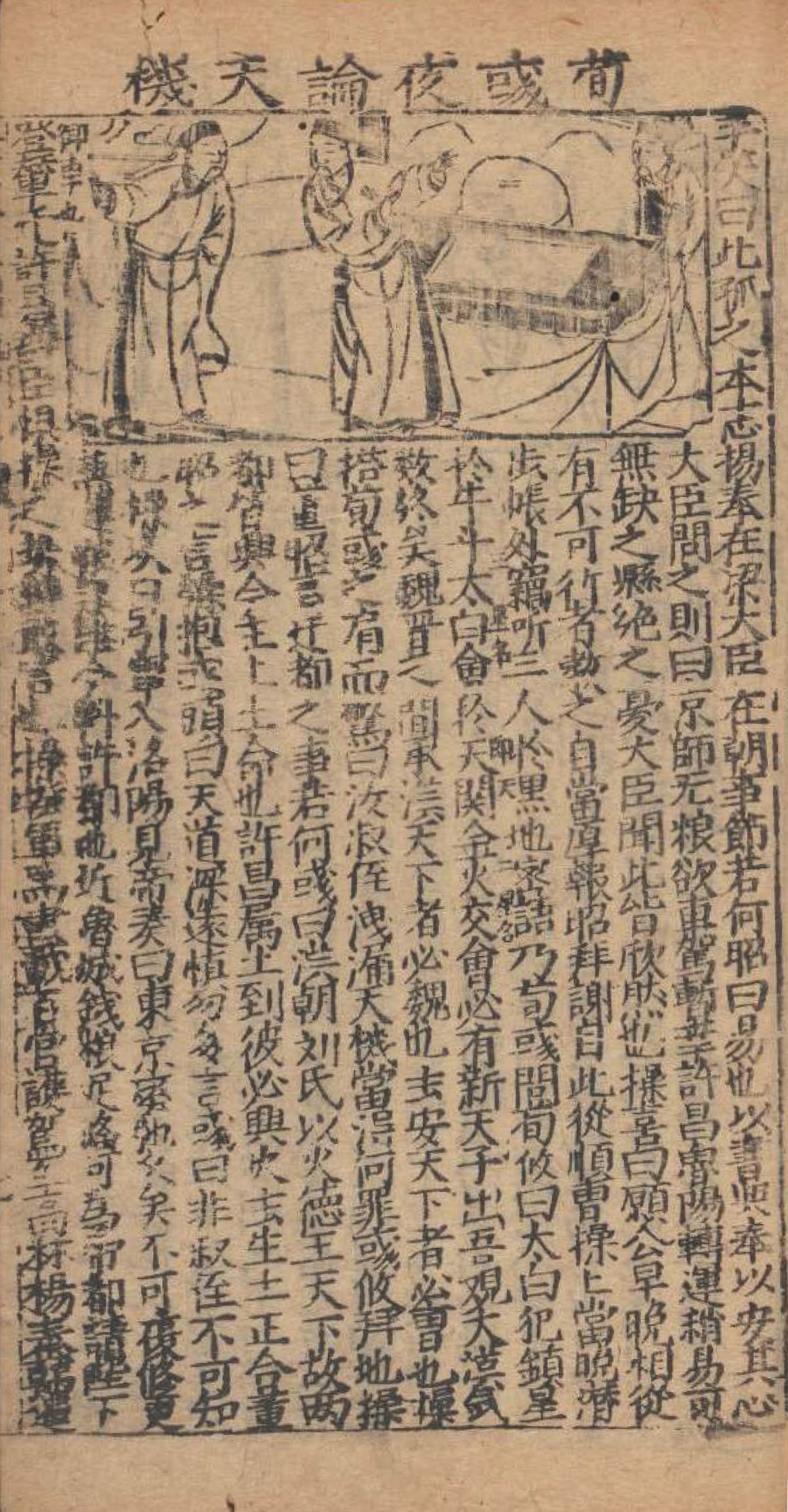
朱鼎臣辑本《三国志传》中“荀彧夜论天机”的情节和插图

《三國演義》中，荀彧依然具有出色的谋略，但由于罗贯中的“尊刘抑曹”，荀彧更为阴险狡诈。
- 荀彧初登場於第十回「勤王室馬騰舉義　報父讎曹操興師」。其時曹操在兗州招賢納士，荀彧與其侄荀攸共往相投，成為曹操旗下的重要謀士。曹操初與荀彧交談，便已驚歎荀彧是「吾之子房」。荀彧又向曹操舉薦程昱及郭嘉。
- 荀彧深謀有智。
  - 第十一回曹操興兵討陶謙於徐州，荀彧與程昱留守根據地兗州，遇上呂布偷襲，二人設計死守鄄城、東阿等三城，力保不失。
  - 徐州之役後，荀彧獻策吸納汝南一帶的黃巾勢力，建立青州兵集團，令曹操得以滋養勢力。
  - 後來荀彧又勸曹操乘獻帝出走的時候勤王迎帝，一方面讓曹操得以挾君以令天下，另一方面也令漢室得以保存。
  - 第十四回，荀彧晉升侍中尚書令。後獻「二虎競食之計」誘使劉備與呂布互相殘殺，被劉備識破后又獻“驅虎吞狼之計”，令袁術和劉備開戰，呂布果然如荀彧所料乘機攻取徐州。
  - 第二十三回曹操於禰衡前讚揚「荀彧、荀攸、郭嘉、程昱，機深智遠，雖蕭何、陳平不及也」，禰衡卻反諷荀彧只能用來「弔喪問疾」。
- 荀彧多次為曹操留守許都，包括征張繡、官渡之戰和南征荊州、江東等地時。
- 荀彧擅長評價人物，曾與孔融爭辯，一席話將袁紹手下謀士將領的缺點一一道出；亦看出劉備英雄之才，建議曹操殺之以絕後患，但曹操沒有聽從。
- 荀彧亦善占卜術數，第二十四回曹操征劉備於小沛時，大風吹折軍旗，荀彧便算出劉備軍必定派人劫寨。在某些版本中，荀彧還憑藉夜觀天象預言漢朝氣數將盡，接替漢的必定是曹魏。[133]
- 第六十一回，曹操野心漸露，與手下董昭等互謀自尊為魏公，加九錫。荀彧以大義勸諫，仍未能阻止董昭上表，更觸動曹操的加害之心。後來曹操南征，令荀彧同行，荀彧知曹操意圖加害，故託病止步於壽春。誰知曹操送來飲食一盒，內無一物，暗示要荀彧自行了斷。荀彧理解其意，亦知在數難逃，決定服毒自殺，終年50歲。曹操甚為懊悔，命厚葬之。作者留詩歎道：「文若才華天下聞，可憐失足在權門。後人漫把留侯比，臨歿無顏見漢君。」后来荀攸劝阻曹操进位魏王，曹操骂他想效仿荀彧，荀攸也忧愤成疾而死，曹操因此厚葬荀攸，并停止进位。但史书并无记载荀攸有这样的经历。

### 影視
- 1987年歌仔戲《金缕歌》：柯佑民飾演荀彧
- 1994年电视剧《三国演义》：顾岚飾演荀彧
- 1996年电视剧《关公》：彭祥瑛飾演荀彧
- 1999年电视剧《曹操》：于和伟飾演荀彧
- 2002年电视剧《洛神》：骆应钧饰演荀彧
- 2010年电视剧《三国》：李建新饰演荀彧
- 2012年电视剧《回到三國》：蔣志光饰演荀彧
- 2013年电视剧《曹操》：阚金明饰演荀彧
- 2017年電視劇《軍師聯盟》：王勁松饰演荀彧
- 2018年電視劇《三国机密》：王仁君饰演荀彧
- 2020年電影《新解釋·三國志》：磯村勇斗饰演荀彧

### 漫畫
- 《火鳳燎原》中，荀彧是謀士學府「水鏡府」的門生，是司馬徽的弟子，更是名聞天下的軍師集團「水鏡八奇」中的「二奇」。其計謀風格是「養兵千日，用在一時」，擅長內政及外交，走「養」之路及「光明」之路。荀彧與漢王室關係密切，深得獻帝信賴，是為曹操建立地位的重要謀士。[134]
- 《蒼天航路》中的荀彧看似天真诙谐、其貌不扬，却隐藏着深谋远虑。
- 《武靈士三國志（日语：ブレイド三国志）》中，荀彧的轉世武靈士任曹操所在公司的常務董事，因背負宿命而患不治之症，住在無菌室內療養。
- 在SD敢达三国创杰传中，荀彧为曹操在创建"蓝翼"企业时新来的实习生。因其聪明才智而受到了曹操的重视。其原机型为旭日动漫«敢达Seed CE79 Starzager»里的《漆黑突击敢达》(Strike gundam noir)。

## 延伸阅读
[在维基数据编辑]
 在维基文库阅读此作者作品（ 在维基共享资源阅览影像）
 《後漢書·卷70》，出自范晔《後漢書》
 《三國志/卷10》，出自陳壽《三國志》